# Буренин, Алексей Николаевич
Алексе́й Никола́евич Буре́нин (род. 26 июня 1958 года) — российский экономист, доктор экономических наук, профессор, заведующий кафедрой фондового рынка МГИМО, специалист в области рынка ценных бумаг и производных финансовых инструментов, научный руководитель магистратуры «Рынок ценных бумаг и производных финансовых инструментов», научный руководитель школы срочного рынка, автор многих научных публикаций и учебной литературы.

## Биография
В 1980 окончил Московский государственный институт международных отношений МИД СССР по специальности «Экономист в области международных экономических отношений».
После института служил военным переводчиком на Кубе, затем работал во внешнеэкономическом объединении.
Окончил очную аспирантуру МГИМО, кандидатская диссертация «Экономическая экспансия американских ТНК и ТНБ в странах Латинской Америки» (1988). Докторская диссертация «Срочный рынок в макроэкономическом регулировании» (1998).

### Монографии
- Рынок ценных бумаг и производных финансовых инструментов. — 4-е изд., доп. — М. : НТО : ММВБ, 2011. — 394 с. : ил. — (Серия «Школа срочного рынка»). — ISBN 978-5-905094-01-9
- Форварды, фьючерсы, опционы, экзотические и погодные производные. — 3-е изд., доп. — М. : НТО : ММВБ, 2011. — 464 с. : ил. — (Серия «Школа срочного рынка»). — ISBN 978-5-905094-03-3
- Управление портфелем ценных бумаг. — 2-е изд., испр. и доп. — М. : Науч.-техн. о-во им. С. И. Вавилова, 2007. — 400 с. : ил. — (Серия «Теория и практика финансового рынка»). — ISBN 978-5-902189-11-4
- «Задачи с решениями по рынку ценных бумаг, срочному рынку и риск-менеджменту»
- «Хеджирование фьючерсными контрактами фондовой биржи РТС»
- Дюрация и кривизна в управлении портфелем облигаций. — М. : Науч.-техническое о-во им. акад. С. И. Вавилова, 2009. — 148 с. : ил., табл. — (Серия «Теория и практика финансового рынка»). — ISBN 978-5-902189-19-0
- «Дневники инвестора. Книга 1. Уроки биржевой игры»